# ホセ・アルベルト・ロペス
ホセ・アルベルト・ロペス・メネンデス（José Alberto López Menéndez、1982年5月21日 - ）は、スペイン・オビエド出身の元サッカー選手、現サッカー指導者。現役時代のポジションはDF。現在はラシン・サンタンデールの監督を務めている。

## 経歴
アストゥリアス州のオビエドに生まれ、2001年にオビエドACFというアマチュアサッカークラブにて指導者キャリアをスタートさせた。その後はスポルティング・デ・ヒホンなどのいくつかのクラブのカンテラを指導して指導者としての経験を積んだ。
2013年10月12日、テルセーラ・ディビシオンに所属していたCDコバドンガの監督に就任した。コバドンガではクラブをリーグ5位に導き、セグンダB昇格プレーオフに出場したが、セグンダB昇格は叶わなかった。
2018年11月18日、成績不振によって解任されたルベン・バラハの後任という形でスポルティング・ヒホンのトップチームの監督になった。初陣のグラナダCF戦は2-1で勝利した。しかし翌年12月19日、コパ・デル・レイ敗退が決まったエストレマドゥーラUD戦の後に解任が発表された。
2020年7月27日、CDミランデスの監督に招聘された。登録メンバーのうち半数以上がレンタル選手や新戦力だったが、22チーム中10位という好成績を残した。
2021年6月1日、マラガCFに監督として引き抜かれた。
2022年12月13日、ラシン・サンタンデールの監督に就任した。

## 監督成績
2021年5月30日現在
| クラブ                  | 国           | 就任日         | 退任日         | 成績 | 成績 | 成績 | 成績 | 成績 | 成績 | 成績 | 成績   |
| クラブ                  | 国           | 就任日         | 退任日         | G    | W    | D    | L    | GF   | GA   | GD   | Win %  |
| ----------------------- | ------------ | -------------- | -------------- | ---- | ---- | ---- | ---- | ---- | ---- | ---- | ------ |
| コバドンガ              | スペインの旗 | 2013年10月12日 | 2014年5月19日  | 30   | 19   | 9    | 2    | 62   | 22   | +40  | 063.33 |
| スポルティング・ヒホンB | スペインの旗 | 2016年6月9日   | 2018年11月18日 | 99   | 59   | 25   | 15   | 208  | 77   | +131 | 059.60 |
| スポルティング・ヒホン  | スペインの旗 | 2018年11月18日 | 2019年12月19日 | 53   | 20   | 15   | 18   | 55   | 54   | +1   | 037.74 |
| ミランデス              | スペインの旗 | 2020年7月27日  | 2021年6月1日   | 43   | 14   | 12   | 17   | 38   | 42   | −4   | 032.56 |
| マラガ                  | スペインの旗 | 2021年6月1日   | 2022年1月24日  | 26   | 9    | 7    | 10   | 26   | 36   | −10  | 034.62 |
| ラシン・サンタンデール  | スペインの旗 | 2022年12月13日 |                | 23   | 10   | 6    | 7    | 29   | 24   | +5   | 043.48 |
| 通算成績                | 通算成績     | 通算成績       | 通算成績       | 274  | 131  | 74   | 69   | 418  | 255  | +163 | 047.81 |

## タイトル

### 指導者時代
スポルティング・デ・ヒホンB
- テルセーラ・ディビシオン：1回（2016-17）